# Tetragnatha friedericii
Tetragnatha friedericii là một loài nhện trong họ Tetragnathidae.
Loài này thuộc chi Tetragnatha. Tetragnatha friedericii được Embrik Strand miêu tả năm 1913.